# Središnja provincija (Salomonski Otoci)
Središnja provincija jedno je od administrativnih područja Salomonskih Otoka, obuhvaća otočja Russell i Nggela (ili Otočje Florida) te otok Savo. Ukupna površina ove provincije je 615 km², a 1999. godine u njoj je prebivalo 21.577 stanovnika. Glavni grad je Tulagi.

## Otoci s naseljima
- Aeaun
- Mbanika - Yandina
- Nggela Islands
- Otočje Russell
- Savo - Kusini, Reko
- Tulagi - Tulagi